# Rein (Rüfenach)
Rein (toponimo tedesco) è una frazione del comune svizzero di Rüfenach, nel Canton Argovia (distretto di Brugg).

## Storia

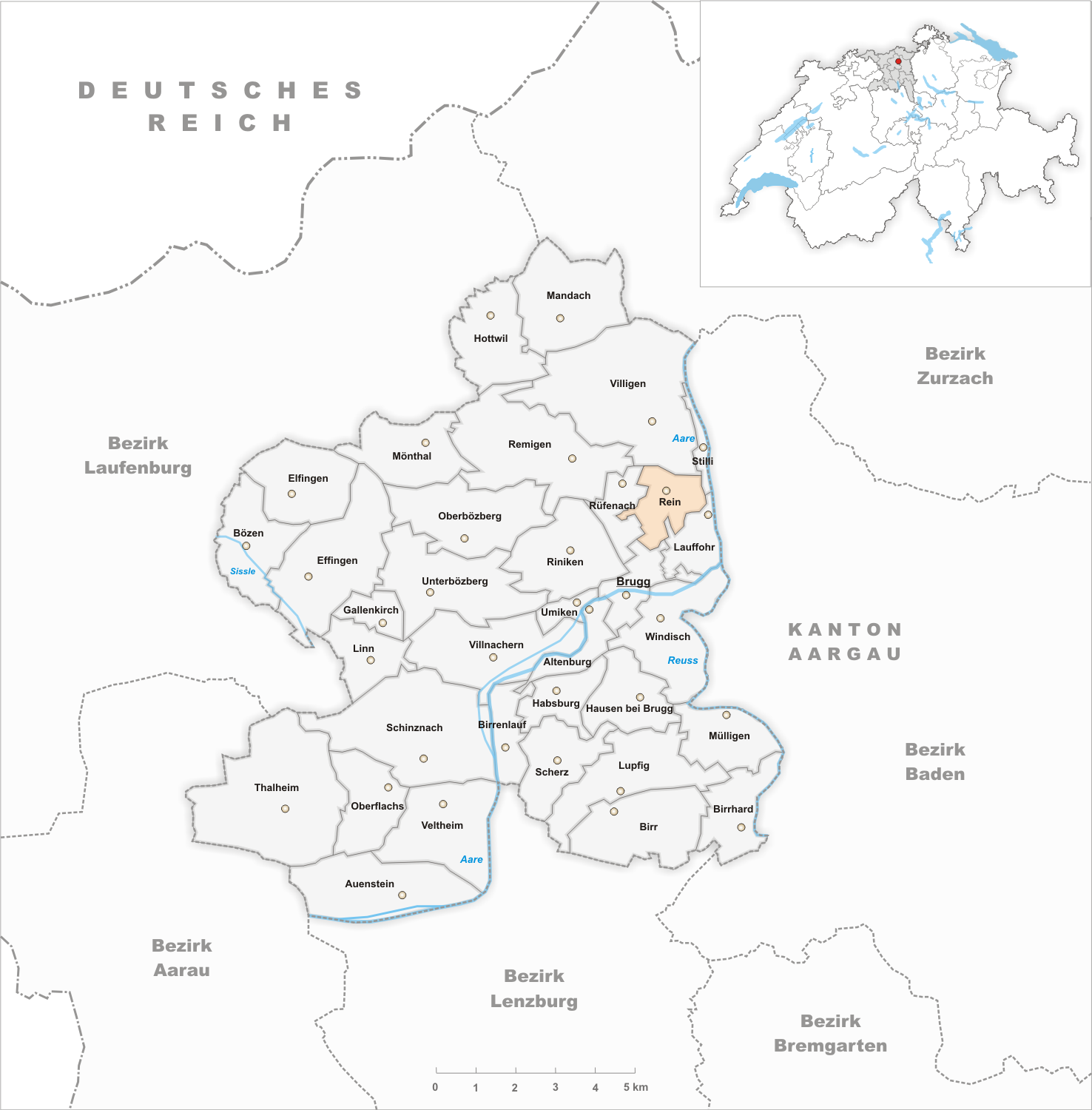
Il territorio del comune di Rein prima degli accorpamenti comunali del 1898

Già comune autonomo istituito nel 1809 per scorporo da quello di Rüfenach e che comprendeva le frazioni di Hinterrein e Vorderrein, nel 1898 è stato nuovamente aggregato a Rüfenach.

## Monumenti e luoghi d'interesse

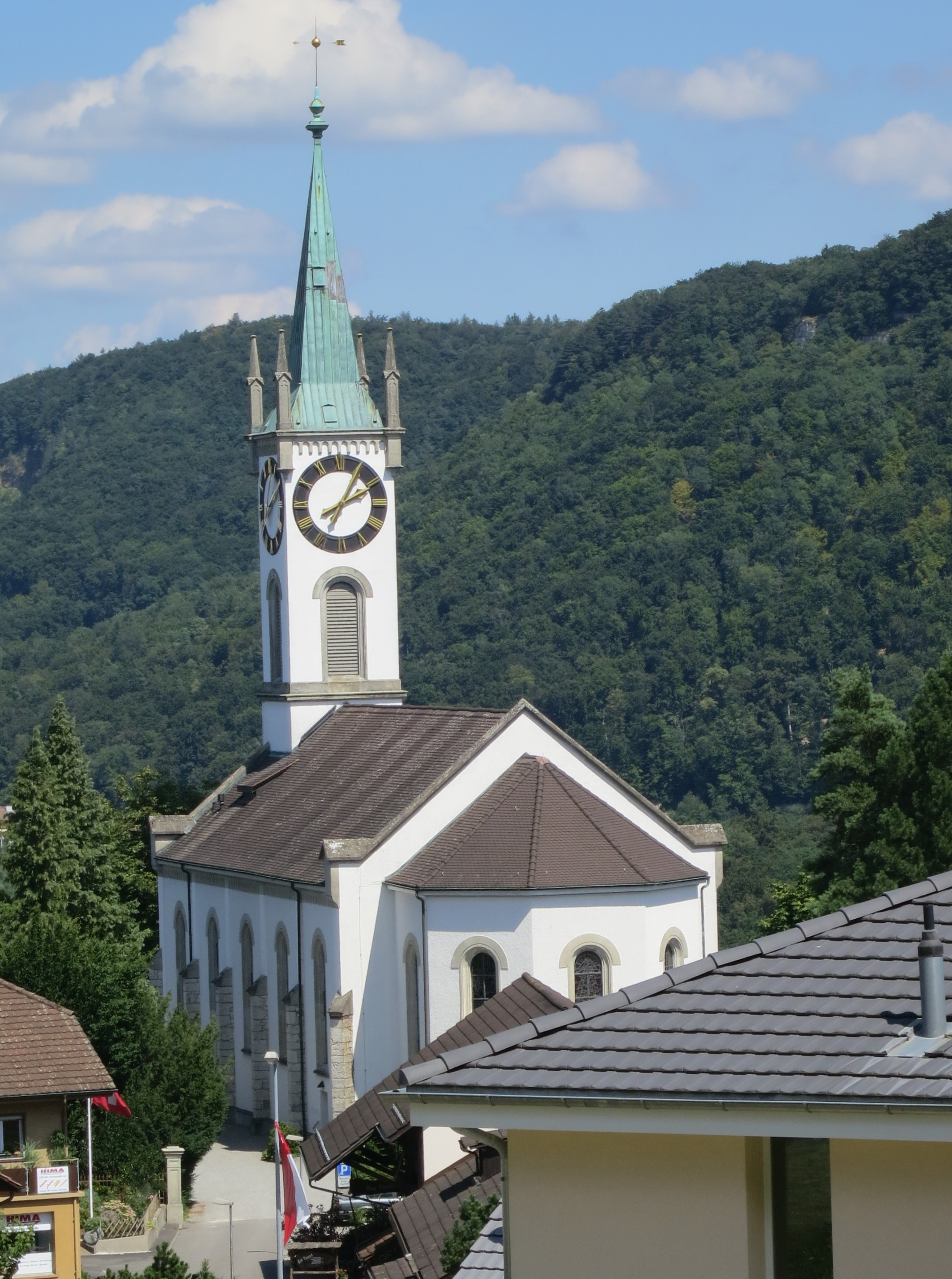
La chiesa cattolica di San Leodegario

- Chiesa cattolica di San Leodegario, attestata dal 1175 e ricostruita nel 1863-1864[1].

## Società

### Evoluzione demografica
L'evoluzione demografica è riportata nella seguente tabella:
Abitanti censiti

## Amministrazione
Ogni famiglia originaria del luogo fa parte del cosiddetto comune patriziale e ha la responsabilità della manutenzione di ogni bene ricadente all'interno dei confini del comune.